# Viplaix
Viplaix é uma comuna francesa na região administrativa de Auvérnia-Ródano-Alpes, no departamento Allier. Estende-se por uma área de 31,64 km². Em 2010 a comuna tinha 305 habitantes (densidade: 9,6 hab./km²).